# Ajťáci
Ajťáci (v Česku vysílaný též jako Partička IT, v anglickém originále The IT Crowd) je britský televizní sitcom irského režiséra Grahama Linehana (jenž se podílel mj. i na seriálu Black Books) a producenta Ashe Atallyho, vytvořený pro televizní kanál Channel 4. Seriál má čtyři série po šesti epizodách a závěrečný speciální díl.

## Natáčení
První série se natáčela před obecenstvem v Teddington Studios a druhá v Pinewood Studios taktéž za přítomnosti diváků. První dvě epizody vysílala Channel 4 v pátek 3. února 2006. Název The IT Crowd je parodií na píseň Dobie Gray „In Crowd“.[zdroj?] Seriál poukazuje na rozdíly mezi životem „normálních lidí“, kteří se snaží být „in“, a nerdy – lidmi s velmi odlišnými zájmy a hodnotami od většinové populace.
The IT Crowd byl nominován na prestižní televizní ocenění Rose d'Or za nejlepší sitcom 2006, další nominaci získal od Britské Akademie filmu a televizních umění.
V České republice seriál jako první od 31. března 2007 vysílala s dabingem stanice HBO pod názvem Partička IT, Česká televize ho začala vysílat s titulky 11. dubna 2008 pod názvem Ajťáci. Od třetí řady zavedla i HBO název Ajťáci.

## Postavy a obsazení

### Hlavní postavy
- Roy Trenneman – (Chris O'Dowd) – lenivý pracovník původem z Irska, který se snaží jakýmkoliv způsobem uniknout svým pracovním povinnostem. Roy má nejraději nezdravou stravu (fast food – smažená kuřata) a pohrdá svou prací. Rád čte komiksy v pracovní době. V každém dílu seriálu se objevuje v jiném tričku s obrázkem z prostředí IT. Když je rozčílen, jeho hlas přejde do vyšších frekvencí, pokud rozrušení pokračuje, uchyluje se k pláči. Roy se orientuje v sociálních normách o něco lépe než Moss.
- Maurice Moss – (Richard Ayoade) – typický „ajťák“ a nerd, věk 32 let (ačkoliv ve svém profilu na stránkách seznamky má napsáno 22). Vyjadřuje se co nejodborněji, což ho dělá ještě komičtějším a ostatní lidé mu vůbec nerozumí. Stejně jako Roy i Moss zcela ignoruje sport, je-li dotázán na názor ohledně fotbalového utkání, dostane se do úzkých. Moss žije v přesvědčení, že pravidla je nutno striktně dodržovat, má neadekvátní strach i ze sebemenšího přestupku. Nedokáže lhát (v epizodě Strašení Billa Crouse je nucen do lhaní, čímž vytváří absurdní situace). Moss žije se svou matkou, která mu chystá oblečení a svačiny a stejně jako Roy si myslí, že si zaslouží více, než mu společnost dává.
- Jen Barber – (Katherine Parkinson) – mladá žena, která neví nic o IT (o zkratce IT si myslí, že znamená Internet a Tak – v anglickém originále Internet Things), ale i přesto jí Denholm Reynholm dá místo vedoucího oddělení IT. Její pracovní pozice je „manažerka pro vztahy“ („Relationship Manager“). Přesto má časté konflikty se svými kolegy. Jen často lže, aby dosáhla svých cílů. Oproti ostatním kolegům svého oddělení dbá na svůj zevnějšek. I když na své asociální podřízené zaměstnance Roye a Mauriceho pohlíží často s despektem, cítí se za ně zodpovědná (nejen po pracovní stránce) a vyvine se u ní potřeba je ochraňovat.

### Vedlejší postavy
- Denholm Reynholm – (Chris Morris) – ředitel společnosti „Reynholm Industries Archivováno 13. 3. 2017 na Wayback Machine.“, který (jako parodie na správnou hlavu společnosti) se snaží přinášet většinou nesmyslné myšlenky do společnosti, jako například smíšené záchody nebo semináře o stresu. Snaží se najímat jen atraktivní pracovníky, kteří potom skoro ani nepracují. Reynholm je velmi přísný a nikdy nehledí na to, co mu lidé říkají. Herec (Chris Morris) se nechtěl zúčastnit natáčení v druhé sérii, proto tvůrci vymysleli banální smrt jeho postavy. Vrátí se pouze na okamžik ve třetí sérii v díle A je to!.
- Douglas Reynholm – (Matt Berry) – syn Denholma Reynholma, poprvé se nečekaně objeví na pohřbu svého otce sedm let ode dne, kdy zmizel ze soudní síně, když byl obviněn ze sexuálního obtěžování. Douglas má některé vlastnosti podobné jako jeho otec – jednou z hlavních je povýšenost. Ovšem i po sedmi letech Douglas obtěžuje své pracovnice, především je zaměřen na Jen. Své sexistické chování jen těžko krotí, díky čemuž obdrží v epizodě Jen zvaná Fredo od feministické organizace cenu Zasranec roku (v originále Shithead of the Year).
- Richmond Felicity Avenal – (Noel Fielding) – jeho hlavním rysem je, že patří do subkultury goth, do které ho dostala hudební skupina Cradle of Filth a kvůli které ztratil místo zástupce ředitele. Nyní pracuje v místnosti „za červenými dveřmi“, v místnosti kde se nacházejí servery. Ostatní pracovníci IT se ho štítí a myslí si, že jeho smuteční nálada je nakažlivá, přitom sám Richmond o sobě říká, že je veselý. Nesnáší přímé sluneční světlo a dokáže viset ze stropu.

## Seznam dílů
| Řada          | Díly          | Premiéra ve VB     | Premiéra ve VB    | Premiéra v ČR (HBO) | Premiéra v ČR (HBO) | Premiéra v ČR (ČT2) | Premiéra v ČR (ČT2) |
| Řada          | Díly          | První díl          | Poslední díl      | První díl           | Poslední díl        | První díl           | Poslední díl        |
| ------------- | ------------- | ------------------ | ----------------- | ------------------- | ------------------- | ------------------- | ------------------- |
| 1             | 6             | 3. února 2006      | 3. března 2006    | 31. března 2007     | 12. dubna 2007      | 11. dubna 2008      | 30. května 2008     |
| 2             | 6             | 24. srpna 2007     | 28. září 2007     | 9. ledna 2008       | 10. února 2008      | 5. září 2008        | 10. října 2008      |
| 3             | 6             | 21. listopadu 2008 | 26. prosince 2008 | 8. dubna 2009       | 13. května 2009     | 13. listopadu 2009  | 18. prosince 2009   |
| 4             | 6             | 25. června 2010    | 30. července 2010 | 30. května 2015     | 5. července 2015    | 25. listopadu 2011  | 30. prosince 2011   |
| Speciální díl | Speciální díl | 27. září 2013      | 27. září 2013     | 10. července 2015   | 10. července 2015   | 10. července 2015   | 10. července 2015   |